# 예언자 (드라마)
《예언자》는 1984년 5월 13일에 MBC TV에서 방영되었던 베스트셀러극장이다.

## 줄거리
홍마담(정혜선)은 술집 여왕봉을 인수하면서 밤 10시만 되면 손님, 종업원 모두 가면을 쓰게 한다. 처음에는 장난처럼 여겨졌지만, 날이 갈수록 어길 수 없는 풍습이 되어 지켜진다.
그 술집의 단골 손님 중 예언자라는 나우현(김무생)은 이를 못마땅히 여긴다. 그러나 그 역시 가면을 쓰고 하루에 한마디씩 하던 예언을 중단한다. 어느 날 나우현은 홍마담이 살인을 저지를 거라는 예언을 하는데...

## 출연
- 김무생
- 정혜선
- 황일청
- 홍성민
- 변희봉
- 김영인
- 박경현
- 김정하
- 조형기
- 서갑숙